# Erifile
Erifile (in greco antico: Ἐριφύλη?, Eriphǜlē) era figlia di Lisimaca e Talao, re di Argo e sorella di Adrasto. Da questi fu data in moglie a uno dei principi argivi, Anfiarao, in seguito a un contenzioso fra i due cugini, come segno di riconciliazione.

## Mitologia
Erifile tradì il marito ai tempi della spedizione dei Sette contro Tebe e in seguito anche il figlio Alcmeone, inducendoli a marciare su Tebe. In cambio ottenne la collana e il manto di Armonia, rispettivamente da Polinice e dal figlio di lui Tersandro. Alcmeone, scoperta la corruzione di Erifile, uccise la madre, ma fu da questa maledetto e per ciò perseguitato dalle Erinni.
La vicenda di Erifile è narrata da Pseudo-Apollodoro, Pausania, Diodoro Siculo e Igino. Della omonima tragedia di Sofocle sono rimasti invece solo dei frammenti.
Anfiarao, suo marito, era un veggente, e aveva previsto che la guerra a Tebe si sarebbe risolta con la morte di tutti gli eroi che vi avrebbero partecipato, con l'eccezione di Adrasto, che frattanto era succeduto a Talao sul trono di Argo. Per questo, disobbedendo agli ordini del re, rifiutava di partecipare alla spedizione. Tuttavia, in precedenza, durante una feroce discussione con Adrasto, quando ormai i due avevano sfoderato le armi, Erifile si era frapposta fra i contendenti e li aveva riportati alla ragione, facendosi giurare solennemente che per ogni futuro diverbio si sarebbero appellati al suo giudizio. Tideo, principe di Calidone in esilio ad Argo, venne a sapere di questo giuramento; del pari sapeva quanto Erifile temesse di perdere la propria bellezza. Ora, Adrasto aveva promesso a Tideo di reinsediarlo nel proprio regno solo dopo la marcia su Tebe; così questi suggerì a Polinice di offrire a Erifile la collana della sua ava Armonia, regalo della dea Afrodite, che donava la bellezza a chiunque la indossasse, a patto che la donna convincesse Anfiarao a intraprendere la spedizione. Erifile si lasciò corrompere, Anfiarao partecipò alla guerra dei Sette contro Tebe e, come aveva predetto, vi perse la vita insieme agli altri eroi.
In seguito i figli dei sette, noti come gli Epigoni, giurarono di vendicare la morte dei loro padri. L'Oracolo di Delfi predisse loro la vittoria su Tebe solo se Alcmeone, figlio di Erifile e Anfiarao, avesse guidato l'attacco. Il giovane però, contrariamente al fratello Anfiloco, era restio a intraprendere la guerra, e per questo i due avevano rimesso la decisione alla madre. Tersandro, figlio di Polinice, memore dello stratagemma usato in precedenza dal padre, offrì a Erifile il manto di Armonia, e la donna si risolse in favore della guerra. Così, dieci anni dopo la spedizione dei Sette, Tebe cadde. Tersandro, però, si gloriò pubblicamente d'aver corrotto Erifile e di avere dunque il merito della vittoria. Quando Alcmeone udì quelle parole, apprendendo che la donna era responsabile della morte del padre, decise di interrogare l'Oracolo di Delfi sul destino da riservarle. L'oracolo rispose che Erifile meritava di morire, e Alcmeone, interpretando erroneamente il responso come un'autorizzazione al matricidio, la uccise. Prima di morire, però, Erifile maledisse il figlio, che per questo fu a lungo perseguitato dalle Erinni, prima di trovare la morte a Psofide per mano di re Tegeo.
Secondo Igino, invece, Anfiarao si era nascosto per sfuggire alla sua sorte, e fu lo stesso Adrasto a offrire a Erifile un monile d'oro e gemme per sapere dove si trovasse suo marito. Anfiarao, vistosi tradito, ordinò allora ad Alcmeone di vendicarsi sulla madre dopo la propria morte.
L'ombra di Erifile apparve poi a Odisseo, insieme a quelle di altre donne illustri, nel corso del viaggio nell'Ade intrapreso dall'eroe per incontrare Tiresia. Anche Omero, tuttavia, non menziona specificatamente la collana di Armonia, ma si limita a dire che Erifile tradì il marito per dell'oro. Un riferimento sembra esserci anche in Rutilio Namaziano (De reditu I,359): aurea legitimas expugnant munera taedas "i doni dell'oro espugnano anche nozze legittime".